# 굵은이끼
굵은이끼(Rhytidium rugosum)는 털깃털이끼목에 속하는 이끼의 일종이다. 수풀이끼과로 분류하기도 한다. 굵은이끼과(Rhytidiaceae)과 굵은이끼속(Rhytidium)의 유일종이다.